# Leva obtusa
Leva obtusa är en insektsart som beskrevs av Sigfrid Ingrisch 1999. Leva obtusa ingår i släktet Leva och familjen gräshoppor. Inga underarter finns listade i Catalogue of Life.